# Agathelpis
Agathelpis – rodzaj roślin z rodziny trędownikowatych (Scrophulariaceae). W zależności od ujęcia obejmuje od 2, 3 do 6–7 gatunków. Zaliczane tu taksony bywają też włączane do rodzaju Microdon Choisy. Występują w Afryce południowej.

## Systematyka
Pozycja systematyczna według APweb (aktualizowany system APG IV z 2016)
Jeden z rodzajów roślin z rodziny trędownikowatych (Scrophulariaceae). W obrębie rodziny reprezentuje plemię Limoselleae.
W innych ujęciach bywa włączany do takich rodzin jak: Selaginaceae lub Globulariaceae.
Wykaz gatunków
- Agathelpis adunca E.Mey.
- Agathelpis brevifolia E.Mey.
- Agathelpis mucronata E.Mey.